# Big Deal (groupe)
Pour les articles homonymes, voir Big Deal.
Big Deal est un groupe de pop rock. Underwood est élevée près de Yucca Valley, en Californie, tandis que Costelloe est issue d'une famille d'artistes à Londres, au Royaume-Uni. Le groupe s'est fait connaître après la sortie de son deuxième album June Gloom, qui a été diffusé sur BBC 6Music en 2013. Grâce au soutien de mouvements populaires et de Lauren Laverne de 6Music, le groupe est invité à faire une tournée européenne avec Depeche Mode en 2014. 
Le groupe annonce sa séparation le 1er septembre 2016.

## Histoire

### Débuts etJune Gloom
En 2011, Lights Out, un LP de 12 titres, est une compilation de chansons folk et grunge, enregistrées sans batterie ni basse. Produit par Underwood et le célèbre producteur Dean Reid, qui a travaillé avec Nelly Furtado et Lana Del Rey, le folk simple, avec des guitares jumelles et des harmonies, produit ce que Sam Wolfson du NME qualifie de « plus grunge que gluant » et voit la sortie de trois singles vidéo : Talk, Chair et l'envoûtant Homework. Alors que Talk devient un single à part entière, c'est Homework qui s'avère être la première tentative d'écriture du duo.
L'album June Gloom sort le 4 juin 2013 et est régulièrement diffusé sur la radio BBC 6Music. Son premier single Swapping Spit est accompagné d'un clip vidéo en direct, dans le style des cassettes VHS. Les guitares lourdes et grunge de Costelloe et Underwood couplées au jeu de batterie du nouveau venu Mel Rigby marquent un net changement par rapport à Lights Out sorti en 2011. Le bassiste Huw Webb apporte une ombre musicale au travail de guitare rythmique de Costelloe et, avec Rigby, fait passer le groupe d'un duo folk à deux guitares à un mur de son explosif, avec des changements dynamiques et des chansons élaborées. Heather Phares d'AllMusic chronique June Gloom écrivant : « Ici et tout au long de l'album, Big Deal est nostalgique non seulement des sons des années '90, mais aussi des meilleures - et des pires - périodes de l'amour ».
Les concerts les plus marquants de June Gloom comprennent le 13 juillet au Rock Herk de Herk-de-Stad, le 20 juillet à la Love Box de Londres et le 27 juillet à la Secret Garden Party de Cambridge. Avec un doublement du personnel sur scène, les performances live de cette époque reconnaissent fortement les influences shoe-gaze de Underwood et Costelloe, le groupe interagissant peu avec le public. Les performances live rappellent également les influences des Pixies, où l'album June Gloom est recréé en live avec l'aide de multiples effets (principalement ceux d'Underwood) et est transposé du studio au live avec succès.

### Say Yes
Sorti le 10 juin 2016, Say Yes est le troisième et dernier album de Big Deal. Réalisé pendant la rupture de Costelloe et Underwood, la production de l'album est également gâchée par la perte de toutes leurs démos lorsque l'ordinateur portable d'Underwood est volé lors d'une fête et par la fermeture de leur label Mute Records. Le projet est autofinancé et repris par FatCat Records avec la majeure partie de l'album terminé, et avec des critiques généralement favorables,,. Lorsque le groupe se sépare de manière inattendue en septembre 2016, leurs tournées et leurs apparitions dans les festivals sont annulées.

## Discographie
- 2011 : June Gloom (LP)
- 2013 : June Gloom (album)
- 2016 : Say Yes